# Szabad Demokraták Szövetsége
Der Szabad Demokraták Szövetsége (SZDSZ; deutsch Bund Freier Demokraten) war eine liberale politische Partei in Ungarn. Nach dem Fall des Eisernen Vorhangs 1989 war sie nach dem Ungarischen Demokratischen Forum (MDF) zweitstärkste politische Kraft. Zwischen 1994 und 1998 sowie zwischen 2002 und 2008 stellte sie gemeinsam mit der Ungarischen Sozialistischen Partei (MSZP) die Regierungskoalition.
Auch im Europäischen Parlament war sie vertreten, wo sie der Europäische Liberale, Demokratische und Reformpartei (ELDR) angehörte. Im Zuge eines rasanten Niedergangs war sie jedoch ab 2010 nicht einmal mehr im Ungarischen Parlament vertreten. Die durch Abspaltungen und Mitgliederflucht längst vollkommen marginalisierte Partei gab 2013 die Auflösung nach Begleichung der verbliebenen Immobilienschulden bekannt.

## Geschichte

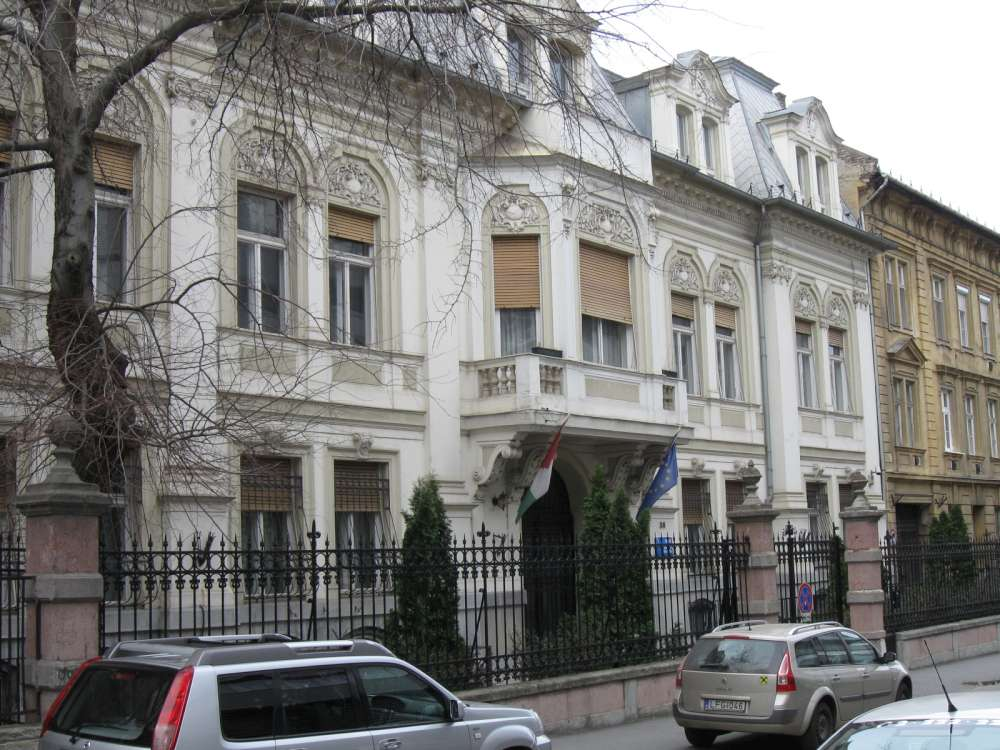
Hauptquartier der SZDSZ in der Gizella út 36, Budapest XIV (bis 2010)

Der SZDSZ wurde 1988 als oppositionelle Partei zu der Regierung unter der MSZMP in Ungarn gegründet. Sie wurde 1990 mit 23,83 % der Stimmen stärkste Oppositionspartei. 1994 erzielte sie 17,88 % der Stimmen und ging eine Regierungskoalition mit der MSZP ein.
Bei den Parlamentswahlen 1998 erntete die Partei herbe Wählerverluste, von denen sie sich auch bei den letzten Wahlen 2002 nicht erholen konnte und somit nur noch 5,5 % der Stimmen erhielt, was 20 Sitze im Parlament bedeutete. Sie bildete anschließend zusammen mit der Ungarischen Sozialistischen Partei die Regierung. Bei der Europawahl 2004 erholte sich die Partei geringfügig und erhielt 7,7 % der abgegebenen Stimmen und damit zwei Sitze im Europäischen Parlament. Bei den Wahlen 2006 konnte sich die Partei auf 6,5 % der Wählerstimmen steigern und erneut 20 der 386 Sitze im Parlament erringen. Die Koalition mit den Sozialisten wurde als Folge des Wahlergebnisses zunächst fortgesetzt.

### Niedergang und Rechtsschwenk
Nachdem der krisengebeutelte SZDSZ bei der Europawahl im Juni 2009 mit nur 2,2 % der Wählerstimmen den Wiedereinzug in das Europäische Parlament verpasste, bot Parteichef Gábor Fodor seinen Rücktritt an. In der zerstrittenen Partei fand Attila Retkes zunächst eine Mehrheit für einen Einigungskurs einschließlich des von ihm geforderten nationalliberalen Kurswechsels, der das Überleben der Partei sichern sollte. Als frischgewählter Parteivorsitzender entschuldigte sich der Kulturpolitiker bei den Wählern für die Fehler der Vergangenheit und rief dazu auf, „eine patriotische Partei zu werden, die auch die Interessen der Ungarn hinter den Grenzen“ vertrete.
Retkes Rücktrittsforderung an Fraktionschef János Koka, der als Hauptkontrahent des vorigen Parteichefs Fodor an den Grabenkämpfen nicht unbeteiligt war, stürzte die Partei aber binnen weniger Tage in eine neuerliche Zerreißprobe. Zahlreiche prominente Mitglieder kündigten ihren Rückzug aus der Partei an, einige wollten den Rechtsschwenk nicht mittragen, andere störten sich an der „respektlosen Art des neuen Parteichefs“. Resigniert verkündete der ehemalige Bildungsminister Bálint Magyar in der Tageszeitung Népszabadság: „Das SZDSZ in seiner bisherigen Art hat aufgehört zu existieren.“ Noch im August gründeten Magyar und der langjährige SZDSZ-Vorsitzende Gábor Kuncze die neue Liberale Bürgervereinigung (SZPE), wodurch die Parteispaltung endgültig vollzogen wurde.
Durch den angekündigten Rechtsschwenk hatte Retkes das linksliberale Profil der Partei preisgegeben, dieser blieb aber vor allem taktisches Manöver. Mit der Begründung, eine Zweidrittelmehrheit „der rechten Kräfte“ (gemeint war vor allem die nationalkonservative Fidesz) bei der bevorstehenden Parlamentswahl im April 2010 verhindern zu wollen, vereinbarte Retkes Anfang 2010 ein Wahlbündnis mit dem ebenso strauchelnden bürgerlichen Ungarischen Demokratischen Forum (MDF), nachdem sein Versuch, ein Dreierbündnis unter Einbeziehung der Sozialisten herzustellen, an der MDF gescheitert war. Auch gegen die Notgemeinschaft der beiden einst maßgeblichen Wendeparteien und langjährigen Kontrahenten gab es in der MDF Widerstände und es kam auch zu Austritten.
Dennoch kam es zu der Zusammenarbeit: Während der SZDSZ in der Hauptstadt Einzelkandidaten aufstellte, trat er landesweit nicht mehr mit eigenen Listen an, sondern lediglich mit einzelnen Kandidaten auf der Liste des MDF. Doch der erdrutschartige Wahlsieg der Fidesz war nicht aufzuhalten. Selbst mit gebündelten Kräften kamen die beiden Parteien nur auf 2,66 % der Stimmen, konnten keinen einzigen Sitz erringen und fielen damit aus dem Parlament.

### Die schleichende Auflösung
Nach der Parlamentswahl verstärkten sich die Auflösungserscheinungen in der SZDSZ. Der frühere Fraktionschef Gábor Horn entschuldigte sich für die brutale Niederschlagung der Unruhen rund um den 50. Jahrestag des Ungarischen Volksaufstandes im Herbst 2006: „Eine anständige liberale Partei hätte es fertig bringen müssen, sich nicht nur von ihren Ängsten, was aus diesem Land werden soll, leiten zu lassen.“ Horn räumte ein, dass die Polizei ohne Grund wehrlose Personen getreten und den Fidesz-Abgeordneten Máriusz Révész blutig geschlagen hatte. Retkes trat von seinem Amt als Parteivorsitzender zurück, und es fand sich auch zunächst kein Nachfolger.
Erst am 16. Juli 2010 übernahm mit Viktor Szabadai ein Vertreter der jungen Generation den Vorsitz, der an die linksliberale, kosmopolitische Tradition der Partei anzuknüpfen versuchte. Doch für frischen Wind war es zu spät. Zu den Kommunalwahlen im Oktober 2010 konnte nur ein einziger Bewerber aufgestellt werden. Spätestens nach der Parlamentswahl im Frühjahr hatten selbst die treuesten Parteimitglieder die Partei größtenteils verlassen, einschließlich des Budapester Oberbürgermeisters Gábor Demszky, der nach 20 Jahren im Amt nicht erneut kandidierte. Der Verlust der letzten verbliebenen linksliberalen Hochburg in Budapest an den einst abtrünnigen und jetzt Fidesz nahestehenden István Tarlós stürzte die SZDSZ vollends in die Bedeutungslosigkeit.
Im Februar 2012 endete der vielbeachtete Korruptionsskandal im Budapester Bezirk Erzsébet mit hohen Haftstrafen, der bereits 2008 festgenommene ehemalige SZDSZ-Bezirksrat György Gál wurde wegen Veruntreuung von Staatsgeldern zu achteinhalb Jahren Gefängnis verurteilt. Der endgültige Untergang der Partei nahm seinen Lauf mit Bekanntwerden der Überschuldung der Partei in Höhe von über 1 Mrd. Forint (ca. 3,3 Mio. Euro), davon etwa ein Großteil in Form von Immobilienkrediten bei der staatlichen Ungarischen Entwicklungsbank (MFB). Bereits 2010 hatte die Partei ihr angestammtes Budapester Hauptquartier im XIV. Bezirk aufgeben müssen. Nach ihrem letzten Parteitag im Juni 2013 versprach die Partei eine ordnungsgemäße Abwicklung und zeigte sich zuversichtlich, die Schulden mittels der beliehenen Immobilien begleichen zu können. Die öffentlichen Spekulationen darüber, dass die Schulden auf die öffentliche Hand zurückfallen könnten, belasten jedoch ein halbes Jahr vor der Parlamentswahl 2014 den politischen Neuanfang ehemaliger SZDSZ-Politiker.

## Parteivorsitzende

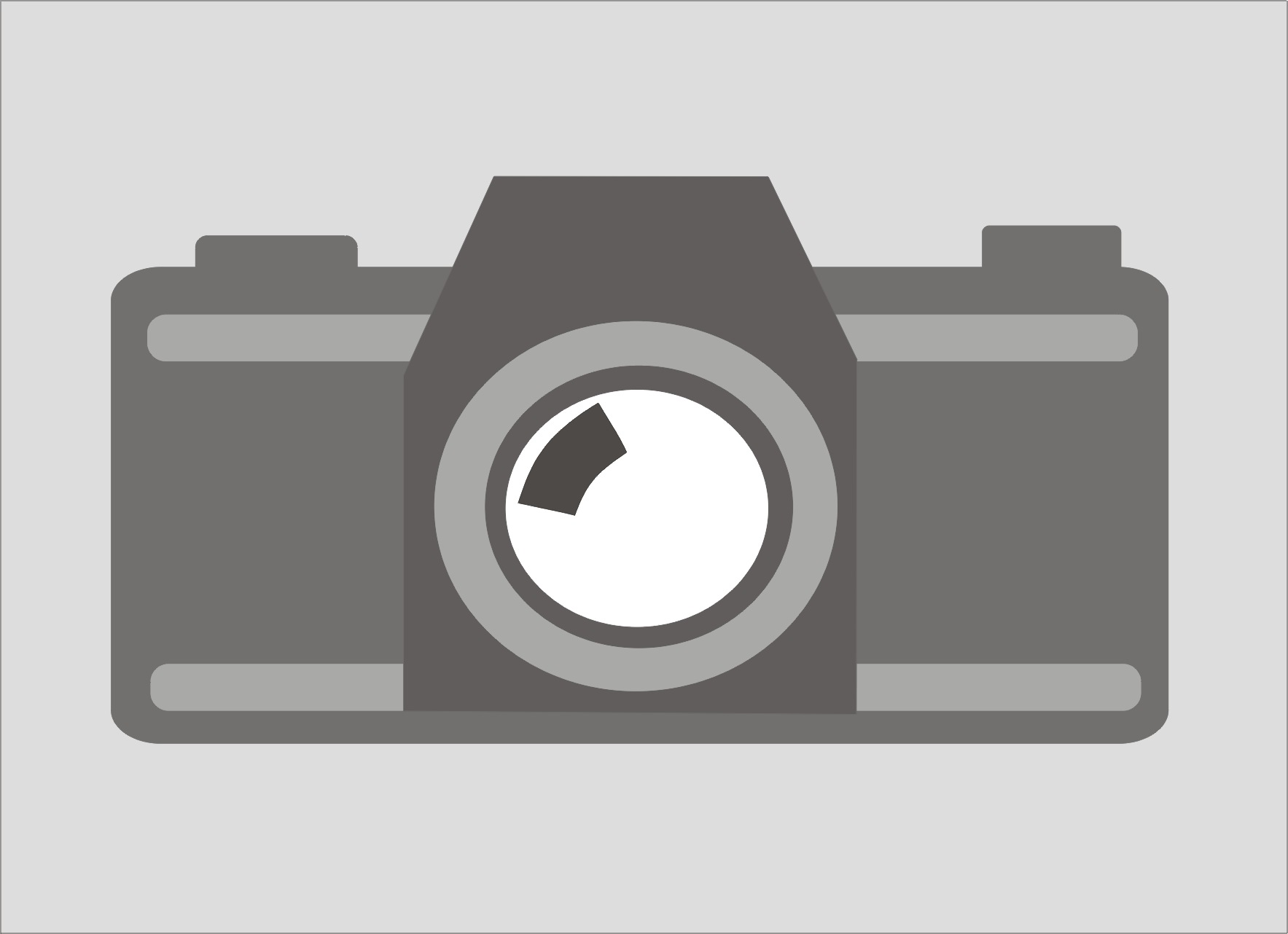
János Kis Februar 1990 – November 1991
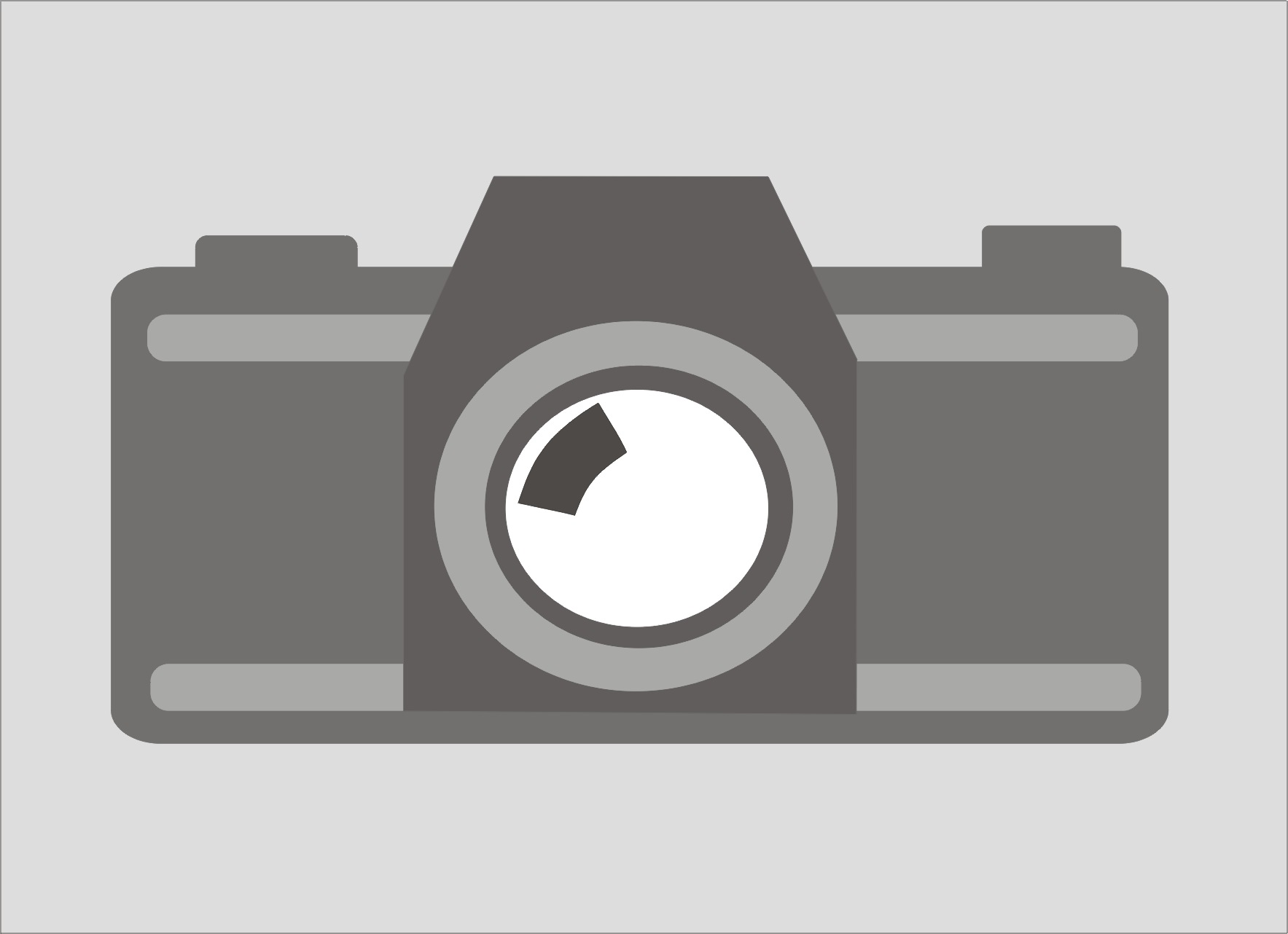
Péter Tölgyessy November 1991 – November 1992
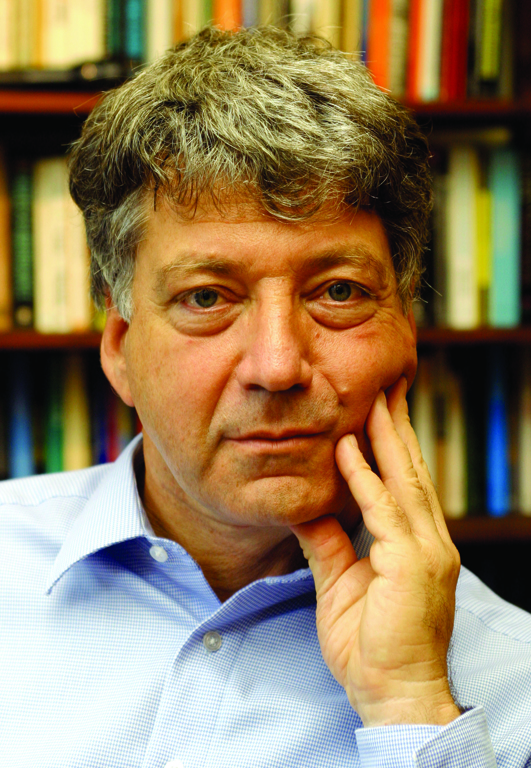
Iván Pető November 1992 – April 1997
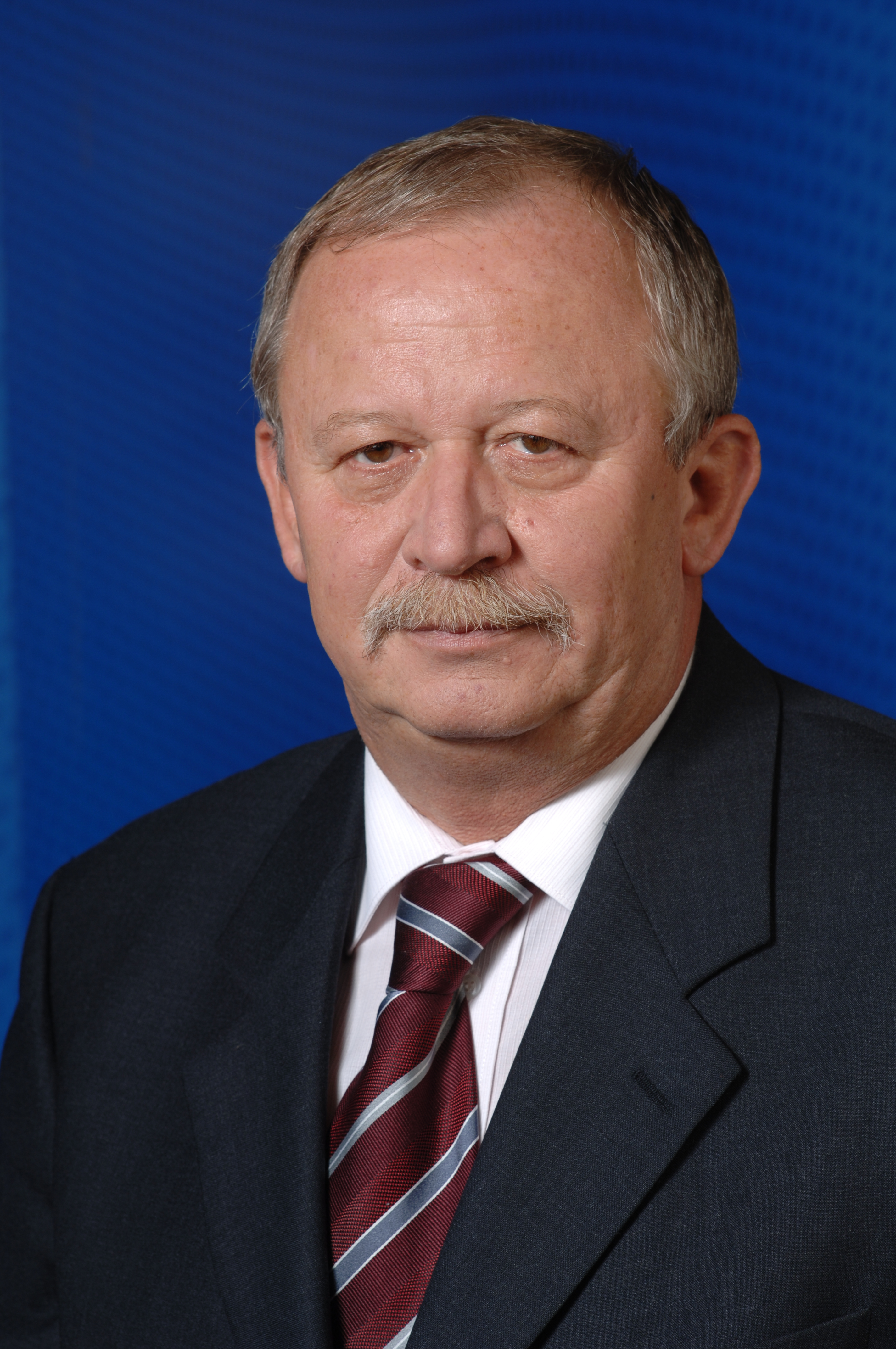
Gábor Kuncze April 1997 – Juni 1998
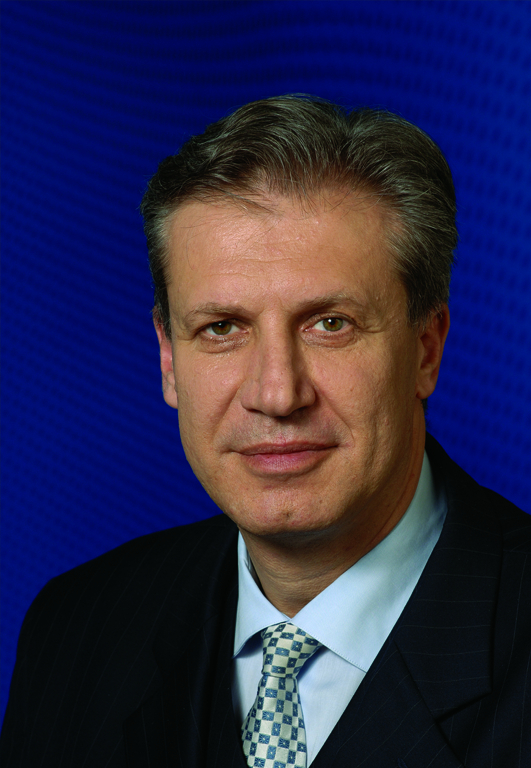
Bálint Magyar Juni 1998 – Dezember 2000
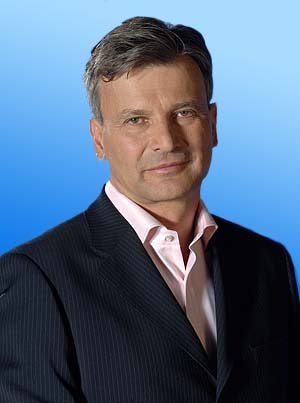
Gábor Demszky Dezember 2000 – Juni 2001
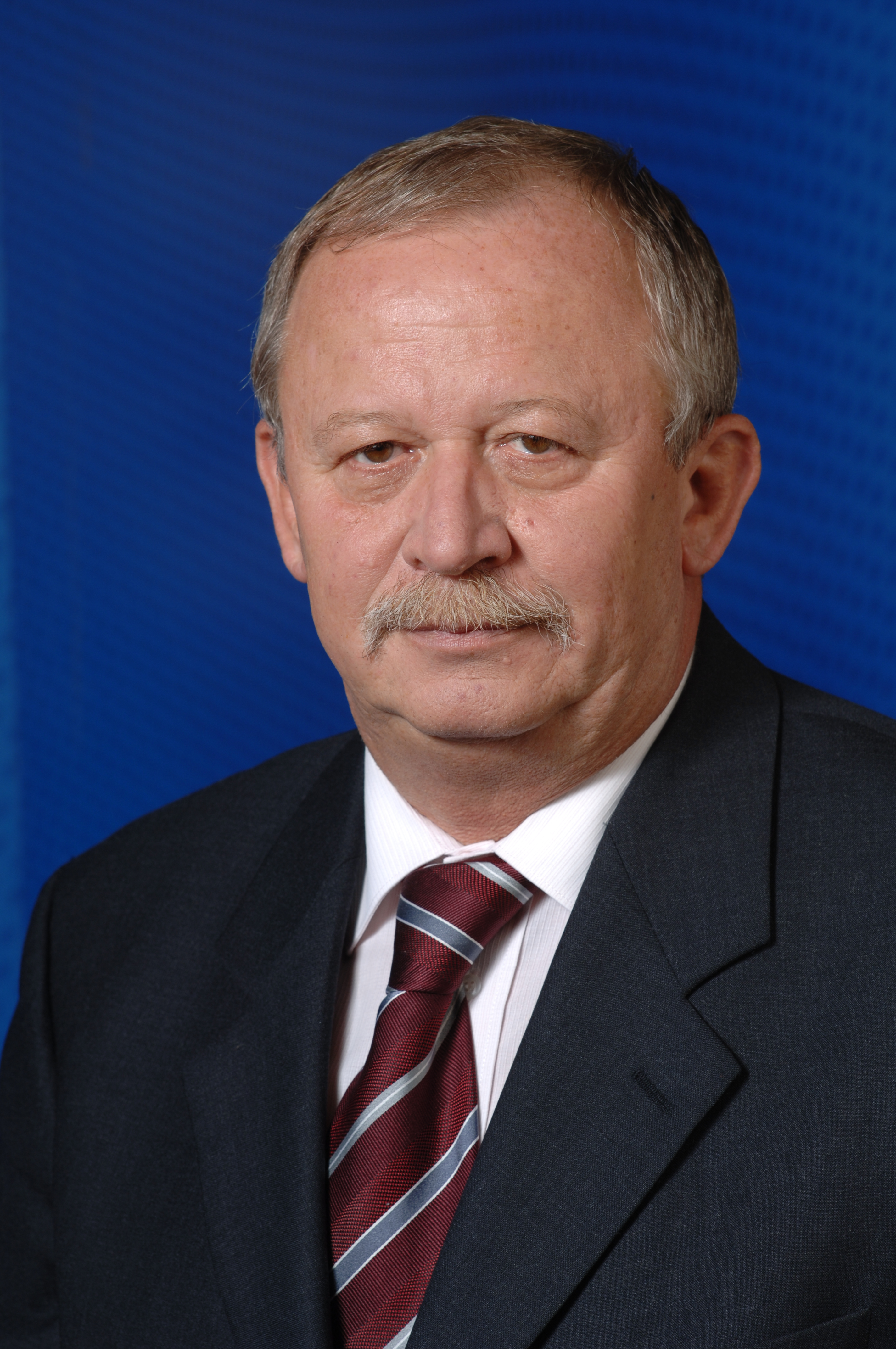
Gábor Kuncze Juni 2001 – März 2007
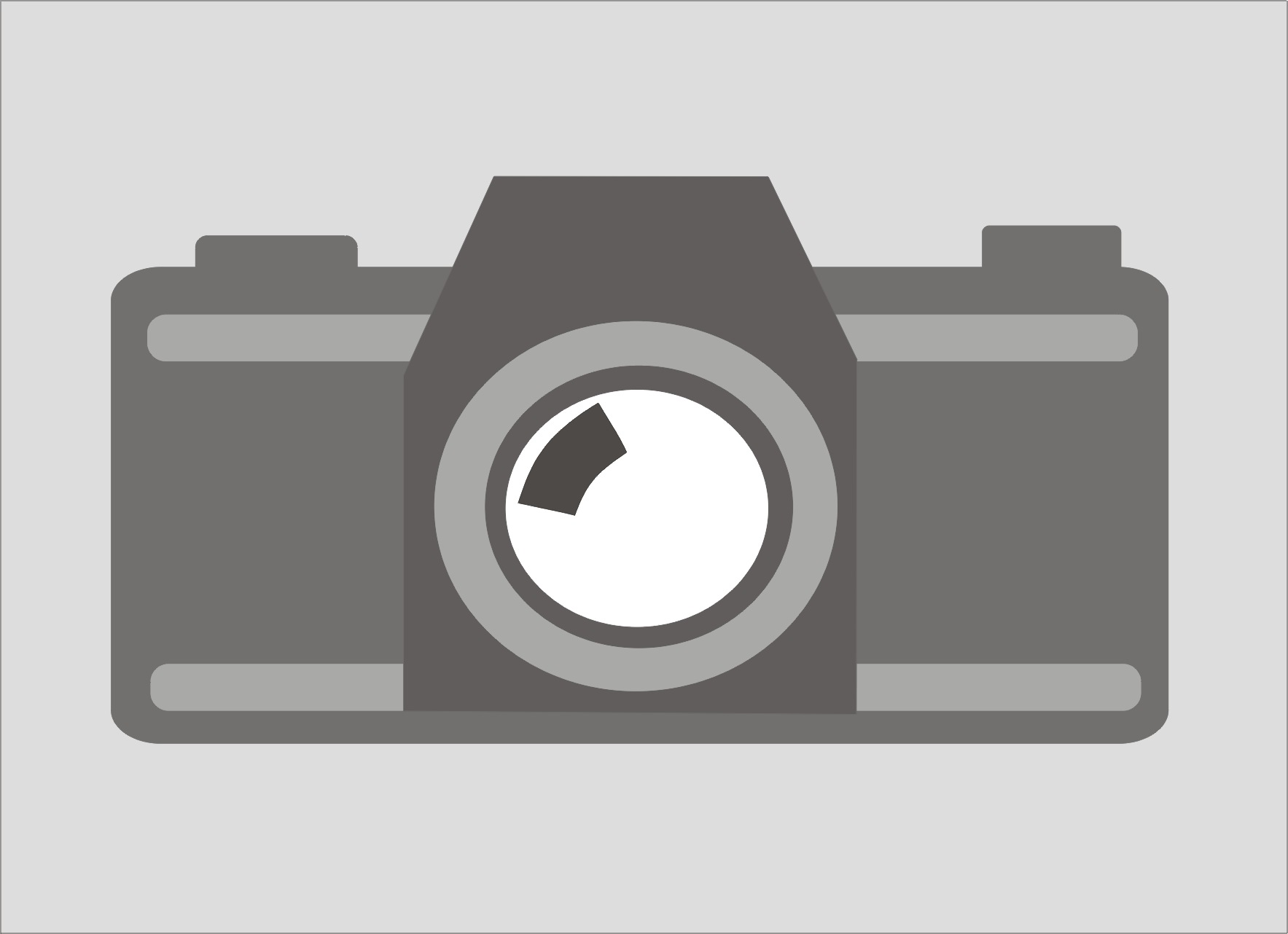
János Kóka März 2007 – Juni 2008
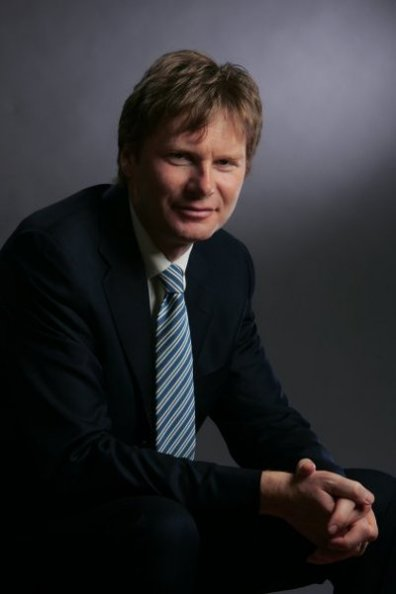
Gábor Fodor Juni 2008 – Juli 2009
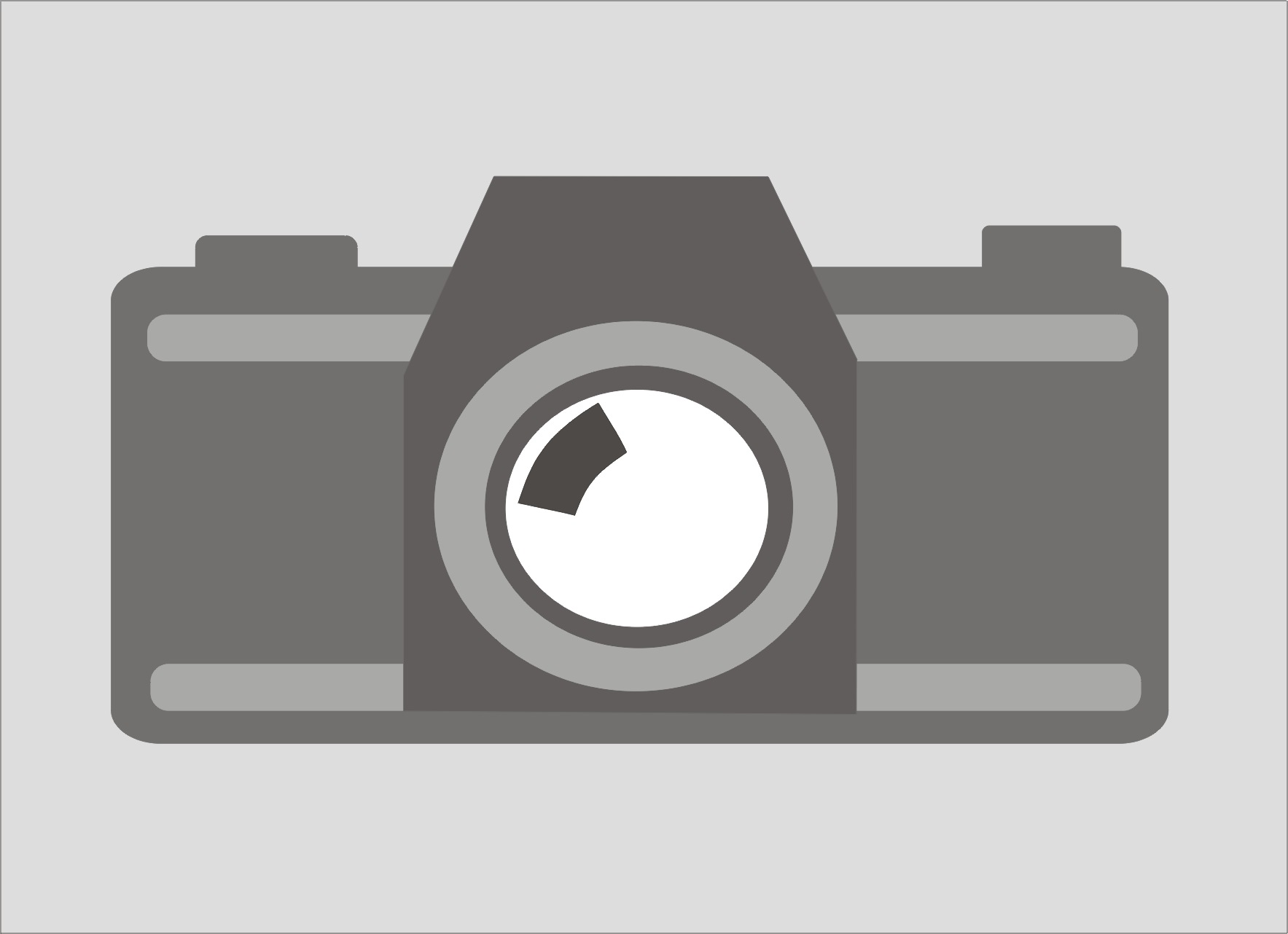
Attila Retkes Juli 2009 – Mai 2010
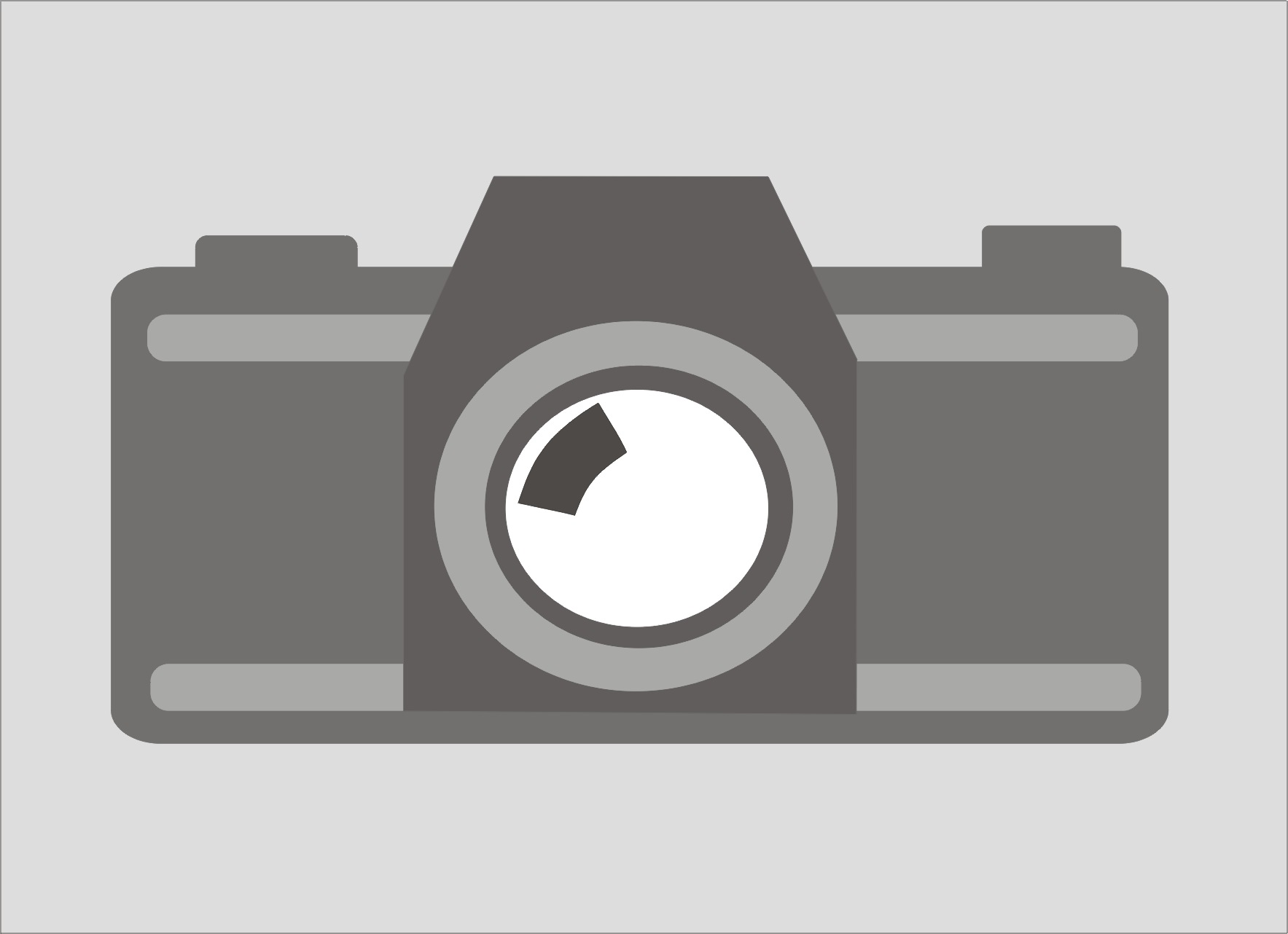
Viktor Szabadai seit Juli 2010

## Prominente Mitglieder

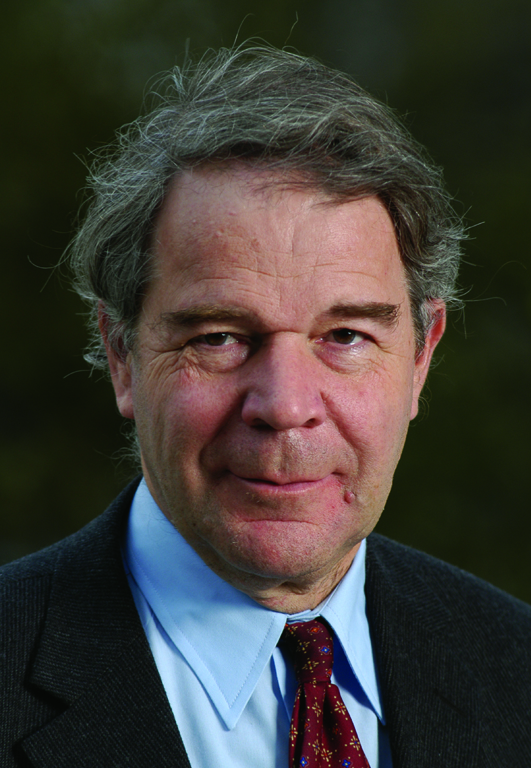
Tamás Bauer führender Oppositioneller und Mitbegründer
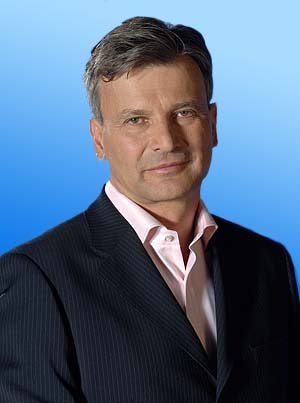
Gábor Demszky Oberbürgermeister von Budapest (1990–2010)
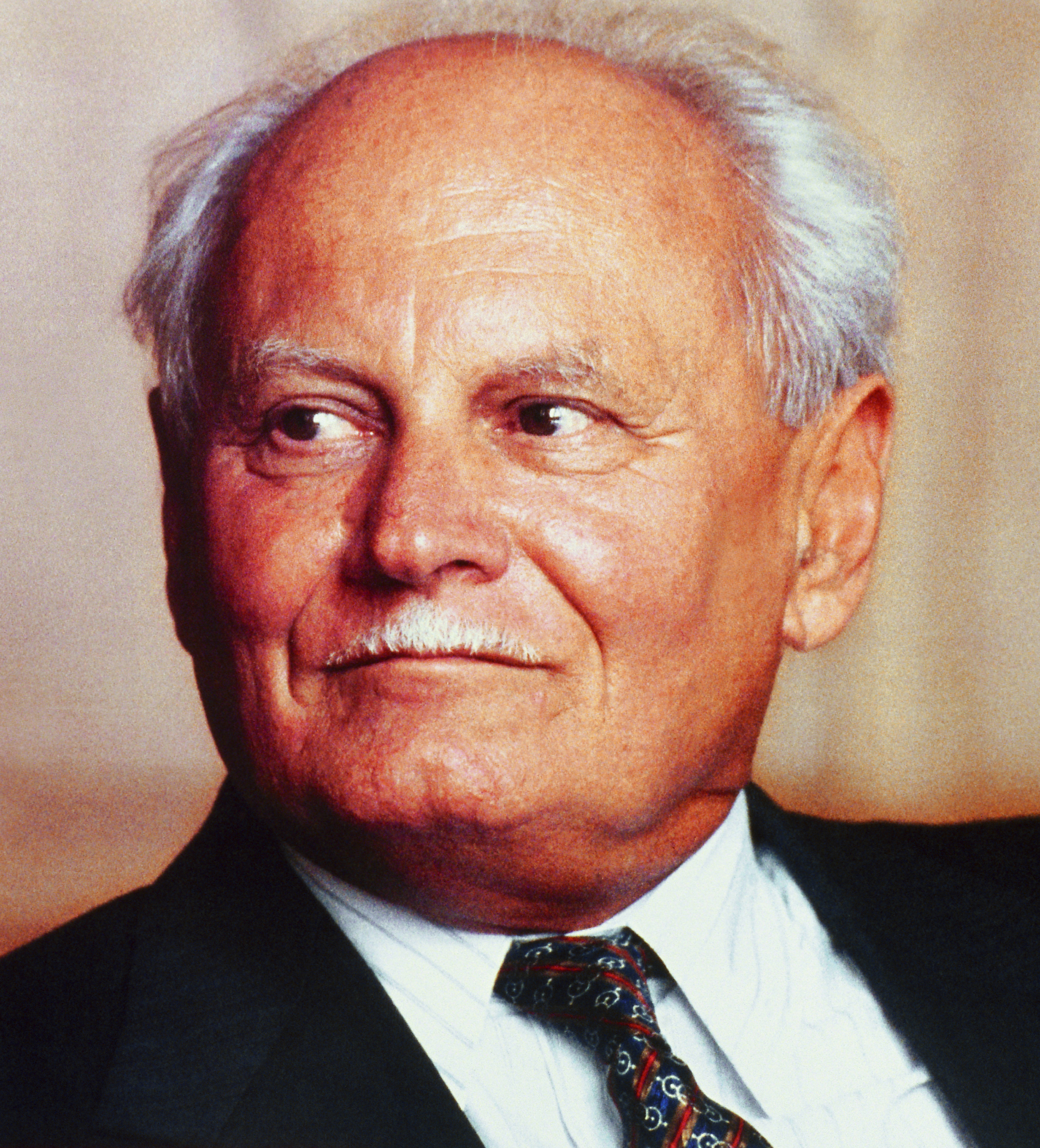
Árpád Göncz Staatspräsident (1990–2000)
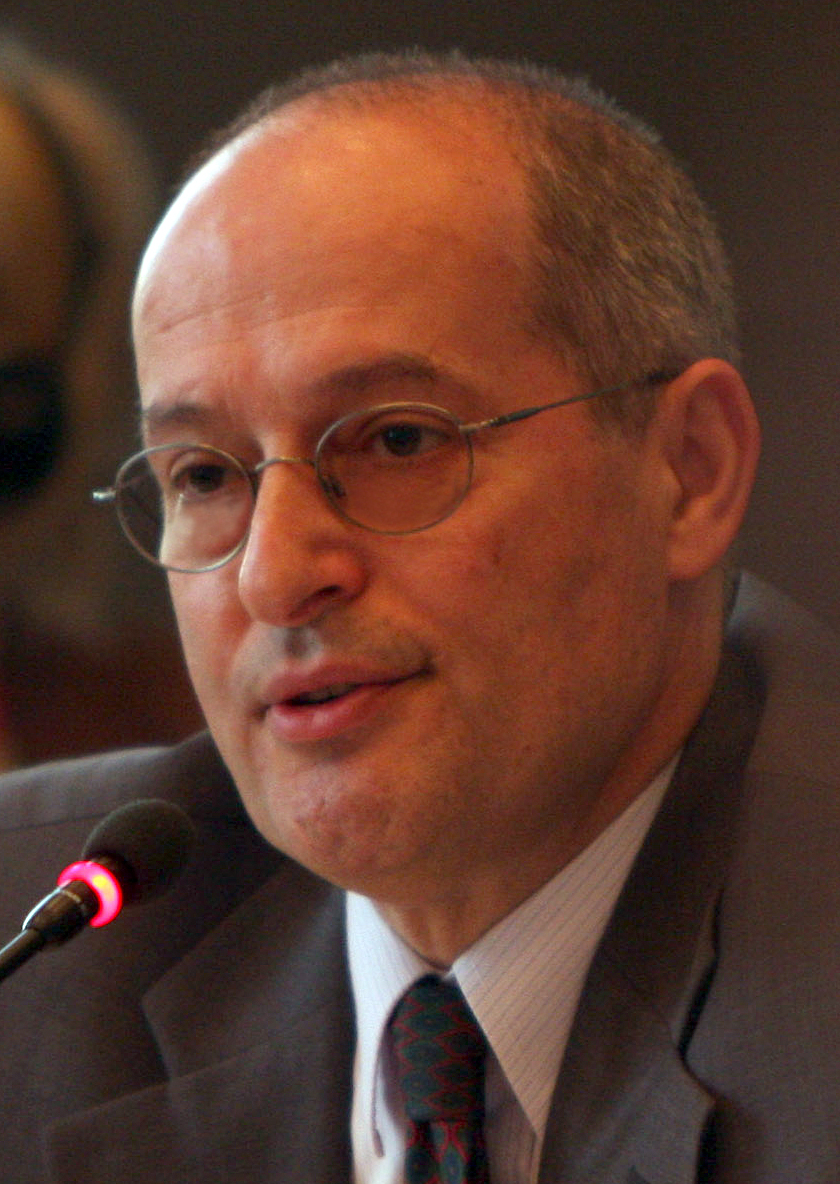
Miklós Haraszti führender Oppositioneller und Mitbegründer